# Entephria petronensis
Entephria petronensis là một loài bướm đêm trong họ Geometridae.